# Puig d'Urri
El Puig d'Urri és una muntanya de 1.066 metres que es troba al municipi de Rupit i Pruit, a la comarca d'Osona.